# Gran Alianza por la Unidad Nacional
Gran Alianza por la Unidad Nacional (GANA) es un partido político conservador de El Salvador. Su acta de constitución fue realizada el 16 de enero de 2010, siendo legalizado por el Tribunal Supremo Electoral  el 18 de mayo del siguiente año.

## Ideología
El instituto se define como un partido político conservador y nacionalista de centroderecha, que sin embargo, no pretende excluir iniciativas de la izquierda tradicional, ya que en más de una ocasión han acompañado iniciativas propuestas por estos. La mayoría de sus integrantes provienen de Alianza Republicana Nacionalista.

## Participación en elecciones presidenciales de 2014

Bandera de GANA entre el 19 de septiembre de 2018 y el 13 de noviembre de 2021.

Después fue parte de la coalición política que impulsó la candidatura presidencial de Elías Antonio Saca. La coalición política estaba compuesta por los partidos políticos Gran Alianza por la Unidad Nacional (GANA), Partido de Concertación Nacional (PCN), y Partido Demócrata Cristiano (PDC), denominándose "Unidad". La coalición política inscribió a sus candidatos a la Presidencia y Vicepresidencia de la República el 30 de octubre de 2013 con el propósito de participar en los comicios presidenciales del 2 de febrero de 2014. Sin embargo, en esa fecha Unidad quedó eliminada de la contienda electoral al quedar en tercer lugar en el número de votos obtenidos frente a los candidatos presidenciales del FMLN y de ARENA, quienes pasaron a disputar la segunda vuelta electoral el 9 de marzo de 2014.

## Cambio de logo y color
Desde su fundación, el partido GANA tuvo el color naranja como característico y propio del partido, sin embargo el 19 de septiembre de 2018, cambiaron sus colores al Turquesa y el logo de la Golondrina, para apoyar la candidatura del actual Presidente de la República Nayib Bukele, luego de que el entonces candidato presidencial se uniera al partido para poder participar en la Elección presidencial de El Salvador de 2019 luego de que su propio partido Nuevas Ideas no fuera aprobado en tiempo para competir en 2019. En 2021, el diputado Guillermo Gallegos anunció que el partido iba a volver a sus colores originales, lo cual se concretó el 13 de noviembre de 2021, cuando las autoridades del partido aprobaron el cambio de color a los colores y bandera originales. Además, el diputado Guillermo Gallegos manifestó que el presidente Nayib Bukele estaba de acuerdo con el cambio.

## Resultados electorales

### Elecciones presidenciales
|  | 11.44 % |

|  | 53.10 % |

|  | 84.65 % |

### Elecciones parlamentarias
|  | 9.65 % |

|  | 9.22 % |

|  | 11.45 % |

|  | 5.29 % |

|  | 3.19 % |

### Concejos Municipales
|  | 11.48 % |

|  | 10.34 % |

|  | 12.58 % |

|  | 11.33 % |

|  | 13.41 % |

### Parlamento Centroamericano
|  | 9.03 % |

|  | 6.61 % |

|  | 7.84 % |